# Sophie Stroganov
La comtesse Sophie Vladimirovna Stroganov, née princesse Galitzine née le 11 novembre 1775 à Moscou et décédée le 3 mars 1845 à Saint-Petersbourg, (Софья Владимировна Строганова) est une aristocrate russe, membre de la haute société de Saint-Pétersbourg et de Moscou de l'époque romantique. Elle était la sœur des généraux Boris et Dimitri Galitzine et de la comtesse Apraxine.

## Biographie

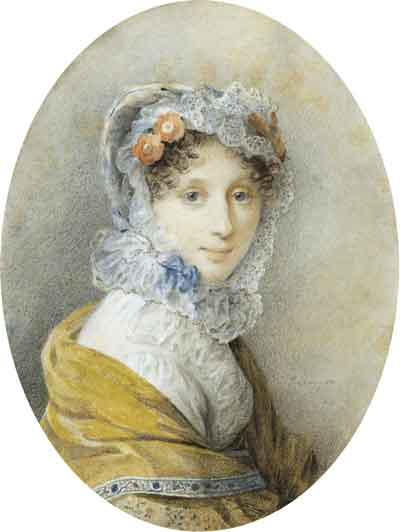
Portrait de la comtesse Stroganov par Piotr Sokolov (vers 1819)

La comtesse est la fille du prince Vladimir Borissovitch Galitzine et de son épouse Nathalie Petrovna, née comtesse Tchernychev (1741-1837), qui inspira Pouchkine pour son personnage de la Dame de pique. Son château de Viaziomy se trouvait à côté de la propriété familiale de Zakharovo, où le poète passa sa jeunesse.
La princesse Sophie Vladimirovna reçut une excellente éducation et s'exprimait, comme l'aristocratie de l'époque, dans un français parfait. Elle traduisit aussi en russe la Divine Comédie de Dante. Elle épousa en 1794 le comte Pavel Alexandrovitch Stroganov, futur général, et homme des plus fortunés de l'Empire. La jeune comtesse devint dame d'honneur à la cour et l'une des amies proches de l'impératrice Élisabeth, née princesse de Bade.
La comtesse fit reconstruire et embellir son château de Marino, près d'Andrianovo à côté de Saint-Pétersbourg, et dessiner un parc par Alexandre Teplaoukhov. Après la mort en 1817 de son époux héros des guerres napoléoniennes, et de son fils, elle devint la propriétaire du majorat des Stroganov. Elle développa son goût artistique en construisant ou embellissant ses domaines et suivit les conseils de l'architecte Charov qu'elle avait fait admettre à l'académie des Beaux-Arts de Saint-Pétersbourg et dont elle finançait les cours. Elle fonda aussi dans la capitale impériale une école d'agriculture, d'art paysager et d'exploitation forestière (1823-1844) et créa un fonds de pension pour ses domestiques et ses artisans.
La comtesse faisait partie de la société d'économie libre pour l'encouragement de l'agriculture et de l'élevage (en russe Вольное экономическое общество), connue pour ses idées libérales, et fut décorée d'une médaille d'or pour ses réalisations. On installa du reste un buste de la comtesse en 1837 dans la grande salle de la société d'encouragement. Elle fit aussi reconstruire son château du gouvernement de Nijni Novgorod, nommé aussi Marino, et en 1824 tout le quartier de la ville de Nijni Novgorod au bord du fleuve, qui appartenait aux Stroganov depuis le XVIIe siècle, fut recouvert de rues rectilignes et de maisons de pierre, bâties selon ses plans.
À sa mort tous ses biens et le titre de comte passèrent à son gendre (époux de sa fille aînée Nathalie Pavlovna), Serge Stroganov (1794-1882), le mécène et collectionneur bien connu, fils du baron Grigori Stroganov (1770-1857).

## Source
- (ru) Cet article est partiellement ou en totalité issu de l’article de Wikipédia en russe intitulé « Строганова, Софья Владимировна » (voir la liste des auteurs).